# Różkowo
Różkowo (do 1945 niem. Rehbockshagen) – mała osada w Polsce położona w województwie zachodniopomorskim, w powiecie sławieńskim, w gminie Darłowo.
W latach 1975–1998 miejscowość położona była w województwie koszalińskim.